# Perdita coalingensis
Perdita coalingensis är en biart som beskrevs av Timberlake 1956. Perdita coalingensis ingår i släktet Perdita och familjen grävbin. Inga underarter finns listade i Catalogue of Life.